# H. Jon Benjamin

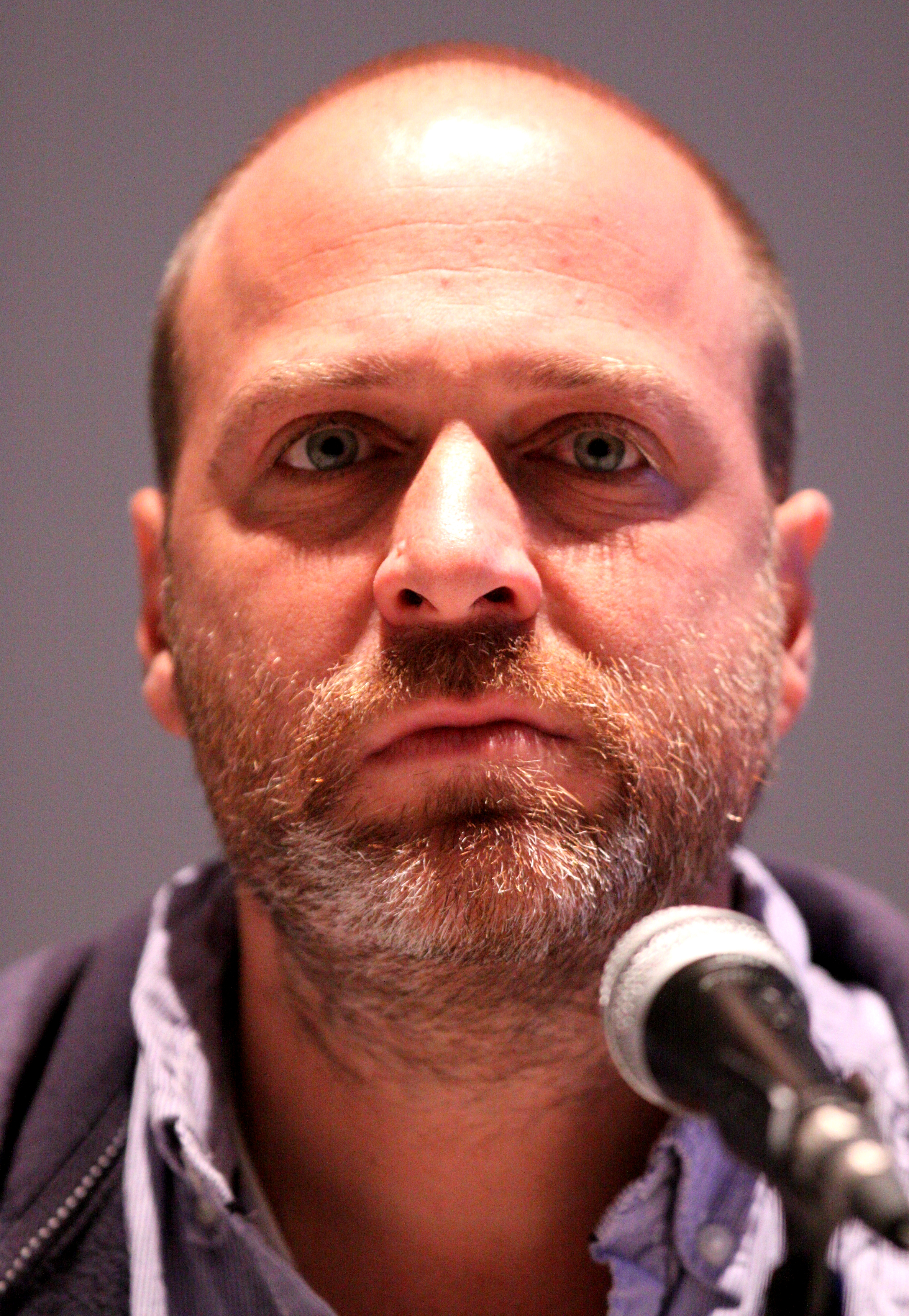
H. Jon Benjamin (2010)

Harry Jon Benjamin (* 23. Mai 1966 in Worcester, Massachusetts) ist ein US-amerikanischer Komiker, Schauspieler, Autor und Synchronsprecher.

## Leben
Benjamin ist besonders für seine Arbeit als Sprecher in verschiedenen Animationssendungen bekannt. Er sprach etwa Jason und Coach McGuirk in Home Movies, Ben in Dr. Katz, Professional Therapist und den Teufel in Lucy, Daughter of the Devil. Derzeit leiht er seine Stimme Sterling Archer in Archer und Bob Belcher in der Fox-Zeichentrickserie Bob’s Burgers. 
2011 war seine Comedyserie Jon Benjamin Has a Van auf Comedy Central zu sehen. 2015 veröffentlichte Benjamin sein Jazz-Comedy-Album Well, I Should Have....

## Filmografie (Auswahl)
- 1995–2002: Dr. Katz, Professional Therapist (Fernsehserie, 79 Episoden)
- 1997: Who’s the Caboose?
- 1998: Next Stop Wonderland
- 1998: Sex and the City (Fernsehserie, Episode 1x03)
- 1998: Upright Citizens Brigade (Fernsehserie, zehn Episoden)
- 1999–2004: Der kleine Meisterregisseur (Home Movies, Fernsehserie, 52 Episoden)
- 2001: Nicht noch ein Teenie-Film! (Not Another Teen Movie)
- 2001–2009: Aqua Teen Hunger Force (Fernsehserie, fünf Episoden, Stimme)
- 2004: Ein verrückter Tag in New York (New York Minute)
- 2004–2006: Cheap Seats: Without Ron Parker (Fernsehserie, 4 Folgen)
- 2004–2006: O’Grady (Fernsehserie, 13 Episoden)
- 2005: Rescue Me (Fernsehserie, Episode 2x09)
- 2005–2007: Lucy: The Daughter of the Devil (Fernsehserie, elf Episoden, Stimme)
- 2006–2008: Assy McGee (Fernsehserie, 17 Episoden, Stimme)
- 2006–2012: Family Guy (Fernsehserie, elf Episoden, Stimme)
- 2007–2008: Human Giant (Fernsehserie, vier Episoden)
- 2007–2012: WordGirl (Fernsehserie, 30 Episoden)
- 2009: Parks and Recreation (Fernsehserie, Episode 2x06)
- 2009–2023: Archer (Fernsehserie, Stimme)
- 2011: American Dad (Fernsehserie, Episode 7x15, Stimme)
- seit 2011: Bob’s Burgers (Fernsehserie, Stimme)
- 2014: 22 Jump Street
- 2015: Master of None (Fernsehserie, 3 Episoden)
- 2019: Star Trek: Short Treks (Fernsehserie, 1 Folge)
- 2020–2022: Central Park (Fernsehserie, Stimme)
- 2024: Familiar Touch